# Железная дорога Бахчисарай — Ялта. Проект Чаева
Проект Чаева (также Железная дорога Бахчисарай — Ялта) — один из проектов электрической железнодорожной линии 1910-х годов, которым предполагалось связать Ялту, и вообще Южный берег Крыма, с железнодорожной сетью Российской империи. Был разработан группой специалистов по инициативе инженера путей сообщения Сергея Николаевича Чаева.

## Предыстория
Первый известный проект железной дороги по маршруту Бахчисарай — Ялта был выдвинут в 1880—е годы специалистами Лозово-Севастопольской железной дороги. Предлагалось построить линию на паровой тяге через плато Ай-Петри с выходом на горные массивы Могаби и Пендикюль, но одобрения план не получил. В 1890-х годах другой проект был разработан инженером камер-юнкером Рафаилом Гартманом. Гартман планировал проложить линию также через Ай-Петри, используя для преодоления больших уклонов зубчато-колёсную дорогу «системы Абта». Правительственная комиссия в 1897 году одобрила проект, но собрать необходимые средства акционерному обществу не удалось.
В 1902 году инженер путей сообщения Сергей Николаевич Чаев, ранее работавший в проекте Гартмана, подал ходатайство на создание «Общества Крымских электрических дорог». Целью общества была постройка электрифицированной железной дороги Бахчисарай — Ялта протяжённостью 67,5 вёрст в двух вариантах: узкоколейной, по типу трамвайной и стандартной ширококолейной. Линия, в принципе, повторяла предложенную Гартманом, только была адаптирована под электрическую тягу. О дальнейшей судьбе предложения сведения противоречивы: по одной версии идея не получил развития, по другой — было дано добро на разработку, но реализации помешала Русско-японская война.

## Проект Чаева и Кандаурова
После Русско-японской войны Чаев вернулся к работе над проектом. В конце 1907 года Чаев, вместе с инженером Кандауровым Д. П. провёл необходимые изыскания и в феврале 1909 года «Межведомственная Комиссия о новых дорогах» рассмотрела и одобрила новый проект «Бахчисарайского варианта» дороги протяжённостью до Ялты 58 км и общей длиной, с ветвями на Алушту и Симеиз, 113 километров. Предусматривался тоннель под Ай-Петринской яйлой длиной 5,8 километров. Стоимость строительства оценивалась Кандауровым в 28 600 000 рублей. По другим данным стоимость составляла 28,7 миллиона рублей, а по материалам инженера Аплаксина из статьи «Крымская южнобережная железная дорога» 1929 года длина линии, с 7-километровым тоннелем — 106 вёрст и стоимость 36 680 000 рублей.

В целях продвижения варианта Бахчисарай — Ялта было выпущено несколько брошюр, которые должны были показать преимущества предлагаемой железной дороги. Кроме двух приведённых здесь, были ещё напечатаны «Какая железная дорога нужна Крыму»,, «Объяснение к проекту линии Севастополь — Алушта и преимущества линии Бахчисарай — Ялта», «Общая записка к намеченным направлениям ж.-д. линий на южном берегу Крыма», «Почему дорогу на южный берег Крыма нельзя вести от Симферополя». Были даже выпущены открытки с рисунками проектов.

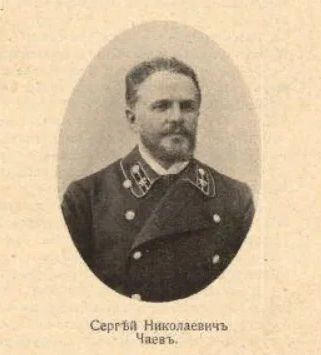
Сергей Николаевич Чаев
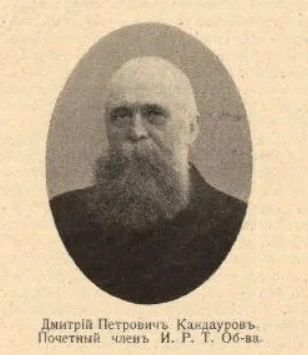
Дмитрий Петрович Кандауров.
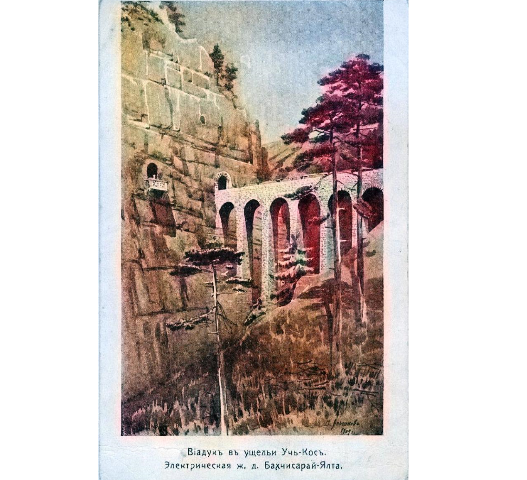
Виадук в ущелье Уч-Кош. Проект Чаева.
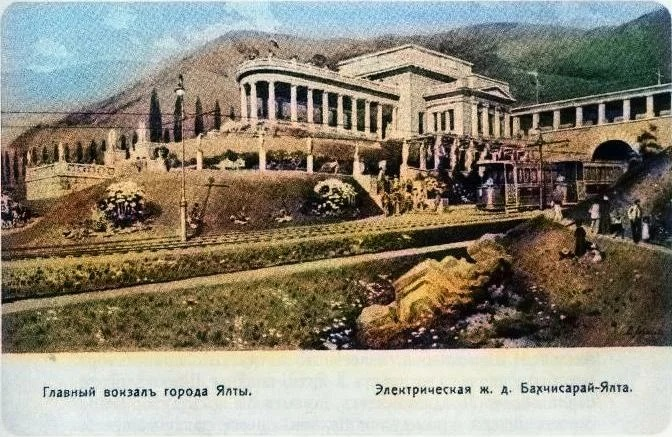
Вокзал Ялты. Проект Чаева.

Главным аргументом а пользу своего варианта Чаев приводил высказанное ещё в 1898 году, при обсуждении проекта Гартмана, мнение директора департамента железных дорог А. Н. Горчакова, который считал, что дорога должна прежде всего приходить с столицу Южного берега Ялту. Также имелось ввиду обслуживание горно-климатических курортов в горах вокруг Ялты, идея создания которых была очень популярна в 1910-е годы.
Полной схемы и описания маршрута железной дороги по северному склону гор обнаружить пока не удалось. Из опубликованных записок известно, что дорога планировалась по долине Качи до Стили, оттуда, каким-то образом, должна была пройти в Коккозы. Далее, через туннель под яйлой должна была выходить в ущелье Уч-Кош, поскольку на имеющейся схеме южнобережная часть обозначена и описана по плоскогорью Абдураман-Чаир (район современного пгт Советское) с узловой станцией в Массандре. От Массандры восточная ветвь шла на Гурзуф, западная — огибая ялтинский амфитеатр, с ответвлением к порту Ялты, на Ялтинский вокзал. От Ялтинского вокзала (который планировался на склонах холма Дарсан) ветка обычной ширины планировалась до Ливадии, особо подчёркивая удобство для императорских поездов. Далее на Симеиз предусматривалась линия трамвайного типа «в непосредственной близи с существующей дорогой — улицей», упирая на удобство её использования жителями селений. Предполагалось, что сообщение будет осуществляться одиночными вагонами, движущимися со скоростью 15—20 вёрст в час. Были также произведены изыскания и составлен проект продления трамвайной симеизской ветки до Ласпи и Алушты. Средняя скорость магистральных поездов от Бахчисарая до Ялты предполагалась в 37,5 вёрст в час, а на линиях в Алушту и Симеиз —25 вёрст в час для безостановочного движения. Возможность проведения линии по уже существующему шоссе довольно сомнительна, так как в те годы оно уже не справлялось с потоком имевшегося транспорта.
В 1912 году, на очередном обсуждения правительственной комиссии, с перевесом в один голос, проект был одобрен, но необходимый для строительства капитал компании собрать никак не удавалось и строительство так и не началось. К тому же мнение соответствующих кругов начало склоняться в пользу варианта трассы Симферополь — Ялта, хотя подобный проект ещё не прорабатывалсяИванов Алексей Валерьевич. Глава 4. Земля нереализованных прожектов. Южнобережная железная дорога // Ласпи: от Айя до Сарыча. Историко-географические очерки. — Севастополь: Библекс, 2005. — 192 с. — ISBN 978-966-8231-26-1.</ref>, но активно поддерживался губернатором Н. А. Княжевичем. Параллельно активную деятельность в высших кругах в пользу проекта Севастополь — Ялта развернул владелец Фороса Григорий Константинович Ушков, но только в 1915 году Ушкову было выдано разрешение на строительство. В дальнейшем к идее линии Бахчисарай — Ялта, судя по доступным данным, не возвращались.